# Макеевский металлургический завод имени С. М. Кирова
Маке́евский металлурги́ческий заво́д имени С. М. Кирова — металлургическое предприятие в Донецкой области (город Макеевка), в прошлом крупнейшее структурное подразделение Макеевского металлургического комбината, один из самых крупных металлургических заводов Советского Союза, с полным металлургическим циклом.
С 2010 года вошёл в состав группы «Метинвест».
15 марта 2017 года Группа «Метинвест» объявила о полной потере контроля над рядом предприятий оказавшихся на территории под контролем ДНР и ЛНР, в том числе над Макеевским металлургическим заводом.

## История завода
Завод был основан в 1898 году, как Макеевский металлургический завод французского акционерного общества «Генеральное общество чугуноплавильных, железоделательных и сталелитейных заводов России», позже Макеевский металлургический завод анонимного общества "Русский горный и металлургический «Унион», или просто Завод «Юнион».
Позже макеевский металлургический завод, вместе с Таганрогским и Сулинским вошли в крупнейший металлургический синдикат «Продамета».
В 1898—1903 годах на Макеевский металлургический завод было зачислено 714 человек.
Строительство первого советского блюминга курировал непосредственно нарком тяжёлой промышленности СССР Григорий (Серго) Орджоникидзе, держал под контролем первый секретарь Ленинградского обкома ВКП(б) Сергей Киров.
Директором завода был назначен племянник Орджоникидзе, Георгий Гвахария. Вскоре после загадочной смерти Орджоникидзе 18 февраля 1937 года, Гвахария, как и многие другие родственники наркома, был арестован и расстрелян.
В конце 1920-х годов завод шефствовал над 7-м Черниговским кавалерийским полком РККА. Завод неоднократно посещал командир этого полка, впоследствии известный советский военачальник, А. В. Горбатов.
Завод выступил инициатором отказа от государственных дотаций и обязался работать без них. Так, если в 1934 году завод получил дотаций на сумму 32 млн руб., то за 8 месяцев 1935 года он уже получил прибыли около 3 млн рублей. Вскоре многие другие советские предприятия тяжёлой индустрии перешли на бездотационную схему.
В 1935 году скульптурным оформлением территории завода занимались московские скульпторы Г. С. Кранц, М. Ф. Листопад, С. Н. Попов, А. И. Тенета и Д. П. Шварц. Для озеленённых участков территории завода они изготовили скульптуры и фонтаны, которые, по замыслу авторов, помогли бы рабочим на некоторое время отвлечься от обстановки цеха: «Октябрята», «Мать», «Физкультурница», «Пионеры» и другие.
Во время оккупации (октябрь 1941 — сентябрь 1943) завод находился в собственности общества «ОСТ», главным акционером которого был Герман Геринг, за это время завод выдал всего 1700 тонн стали низкого качества, и подвергся значительным разрушениям.
21 июля 1944 года была задута самая крупная в Донбассе, доменная печь № 2. С её пуском завод осуществил полный металлургический цикл.
До войны на заводе трудилось 20 000 человек. В то же время, ещё до войны ощущалась острая нехватка квалифицированных специалистов, так в 1940 году на весь завод осталось два дипломированных инженера и 31 техник. После Победы Советского Союза в Великой Отечественной войне, коллектив завода обратился «ко всем рабочим, служащим и инженерно-техническим работникам чёрной металлургии Советского Союза» с призывом широко развернуть социалистическое соревнование за досрочное восстановление и строительство новых домен.
Завод выпускал свою собственную малотиражку «Домна», пользовавшуюся заслуженной известностью.

## Состав
- Доменный цех. В доменном цехе имеется три доменные печи: № 1 — объёмом 1386 м³, № 3 — 1143 м³, № 5 — 1400 м³. Суммарная мощность печей 2 351 000 тонн в год. Основными видами продукции доменного цеха являются жидкий передельный чугун, используемый для дальнейшей переработки в мартеновском цехе и чушковый передельный и литейный чугуны, используемые главным образом для отгрузки сторонним потребителям. Наряду с этим имеется побочная продукция — гранулированный и отвальный доменные шлаки, используемые в дорожном строительстве и цементной промышленности. В качестве железорудного сырья используются агломерат, окатыши и кусковая железная руда, получаемые с ГОКов Криворожья, Полтавского ГОКа и Запорожского железо-рудного комбината.
- Мартеновский цех. В состав цеха входят 5 мартеновских печей производственной мощностью 2 434 200 тонн в год. Сводка печей составляет: 500 тонн. Мартеновские печи работают с использованием в шихте жидкого передельного чугуна и металлолома. Печи отапливаются природным газом с подпиткой мазутом. В мартеновском цехе внедрена технология продувки стали азотом сверху во время выпуска плавки в ковшах большой ёмкости.
- Блюминг (прокатный цех № 1)
  - Стан-блюминг 1150. Прокатывает слитки и блюмы сечением 255×275 мм и 255×320 мм.
  - Непрерывно-заготовочный стан 630. Из блюмов сечением 255×275 мм на стане «630» прокатываются заготовки сечением 106×106 мм, а из блюмов сечением 320×255 мм — 150×150 мм и 125×125 мм.
- Прокатные станы (прокатный цех № 2)
  - Стан 150 (проволочный). Гордость Макеевского Металлургического Завода сверхскоростной стан «150» введен в эксплуатацию в 1994 году. Это один из самых быстрых проволочных прокатных станов в Европе. Предназначен для производства катанки и круглой сортовой стали диаметром 5,5—12,5 мм и арматурной стали периодического профиля в мотках массой до 2,0 т. Максимальная скорость прокатки — 120 м/сек. Производительность — 1,2 млн тонн в год.
  - Стан 350-1 (полунепрерывный). Сортамент производимой на стане продукции: сталь круглая диаметром 32—56 мм, сталь квадратная 32-50 мм, 60 мм, сталь угловая 63×63×6, 70×70×6, 75×75×6:-8, 50×50×6 мм; угловая неравнополочная 75×50×6:-8 мм; швеллер № 6,5; полосы для накладок, клемм; арматура № 36121121, 401212, 28.
  - Стан 350-2 (непрерывный). Сортамент выпускаемой на стане продукции: сталь круглая диаметром 18—32 мм; сталь рессорно-пружинная полосовая размерами 75×8; 80×9,5; 90×9 мм; сталь для армирования железобетонных конструкций.

## Производство
Объём продукции в 2005 году:
- чугун — 0,8272 млн тонн (9-е место на Украине — 2,7 %),
- сталь — 1,0267 млн тонн (9-е место на Украине — 2,7 %),
- прокат — 1,0237 млн тонн (9-е место на Украине — 3,1 %),

Выпускал чугун, чушки, катанку, сортовой прокат, арматурную сталь, рельсовые крепления, кроме того строительный шлак, кирпичи, углекислоту, щебень, жидкий технический азот.

## Экспорт
[обновить данные]
- Объём экспорта в первом полугодии 2001 года — 117,145 млн гривен (23,197 млн долларов США).

## Награды
В апреле 1928 года жюри Всесоюзного конкурса на лучшее предприятие по снижению себестоимости продукции и рационализации производства под руководством В. В. Куйбышева наградило премией Макеевский металлургический завод, московский завод «Динамо», ленинградскую фабрику «Скороход», Орловский завод сельскохозяйственных машин.
Указом Президиума Верховного Совета СССР от 2 февраля 1966 года, Макеевский металлургический завод им. С. М. Кирова награждён орденом Ленина за успешное выполнение заданий семилетнего плана, использование внутренних резервов, внедрение новой техники и передовой технологии.
Первым трудовым коллективом СССР, награждённым орденом «Знак Почета», в 1939 году стал мартеновский цех № 2 Макеевского металлургического завода имени С. М. Кирова. Коллектив был награждён за перевыполнение плана, хорошую организацию соревнования и досрочное выполнение важнейших государственных заданий.

## Интересные факты
- В 1940-е годы Макеевский металлургический завод имени Кирова выплавлял чугуна в два раза больше, чем все металлургические заводы Польши вместе взятые.

## Завод в художественной литературе
О колоссальных размерах Макеевского металлургического завода можно судить по отрывку из романа Василия Гроссмана «Степан Кольчугин», где на четырёх страницах описывается путь главного героя через завод. После четырёх страниц описания странствий героя по заводу, автор заключает:
Макеевский завод стоял рядом, словно Степан не прошёл тяжёлого куска дороги, а впереди столько ещё было пути…В. Гроссман «Степан Кольчугин»

## Известные сотрудники
- Никитенко, Виктор Васильевич (род. 1938) — Герой Социалистического Труда.